# Sahle-Work Zewde
Sahle-Work Zewde (amh. ሳህለወር ውዴ; ur. 21 lutego 1950 w Addis Abebie) – etiopska dyplomatka i polityk, od 25 października 2018 do 7 października 2024 prezydent Etiopii.

## Życiorys
Sahle-Work uczęszczała do szkoły podstawowej i średniej w Lycée Guebre-Mariam w Addis Abebie, a następnie studiowała nauki przyrodnicze na Uniwersytecie w Montpellier we Francji. Biegle włada językami amharskim, francuskim i angielskim. Jako weteran etiopskiej służby zagranicznej Sahle-Work była ambasadorem w Senegalu, z akredytacją w Mali, Republice Zielonego Przylądka, Gwinei Bissau, Gambii i Gwinei w latach 1989–1993. W latach 1993–2002 była ambasadorem w Dżibuti i stałym przedstawicielem przy Międzyrządowej Organizacji ds. Rozwoju (IGAD). Później pełniła funkcję ambasadora we Francji, stałego przedstawiciela przy Organizacji Narodów Zjednoczonych do Spraw Edukacji, Nauki i Kultury (UNESCO) oraz ambasadora akredytowanego w Tunezji i Maroku w latach 2002–2006.
Sahle-Work zajmowała następnie szereg innych stanowisk wysokiego szczebla, w tym stałego przedstawiciela Etiopii w Unii Afrykańskiej i Komisji Gospodarczej Organizacji Narodów Zjednoczonych ds. Afryki (ECA) oraz dyrektora generalnego ds. Afryki w Ministerstwie Spraw Zagranicznych Etiopii.
Do 2011 roku Sahle-Work była Specjalnym Przedstawicielem Sekretarza Generalnego Organizacji Narodów Zjednoczonych Ban Ki-moona i szefem zintegrowanego biura ONZ ds. Budowania Pokoju w Republice Środkowoafrykańskiej (BINUCA).
W 2011 Ban Ki-moon wyznaczył Sahle-Work na stanowisko dyrektora generalnego Biura Organizacji Narodów Zjednoczonych w Nairobi (UNON). W czerwcu 2018 sekretarz generalny ONZ António Guterres mianował Sahle-Work swoim specjalnym przedstawicielem przy Unii Afrykańskiej i szefem Biura Organizacji Narodów Zjednoczonych w Unii Afrykańskiej (UNOAU) na szczeblu podsekretarza generalnego Organizacji Narodów Zjednoczonych. Była pierwszą kobietą, która sprawowała tę funkcję.
25 października 2018 została wybrana jednogłośnie przez członków Federalnego Zgromadzenia Parlamentarnego do objęcia stanowiska prezydenta Etiopii. Jest pierwszą kobietą sprawującą ten urząd i czwartym prezydentem od czasu przejęcia władzy przez koalicję rządzącego Etiopskiego Ludowo-Rewolucyjnego Frontu Demokratycznego (EPRDF). Zastąpiła Mulatu Teshome, który zrezygnował w niejasnych okolicznościach.
5 października 2024 zamieściła wpis na platformie X, interpretowany jako sprzeciw wobec inwigilacji, szykan i zmuszania jej do milczenia przez polityków partii rządzącej. Następnego dnia ogłoszono gotowość jej rezygnacji z urzędu. 7 października Taye Atske Selassie został wybrany przez parlament na urząd prezydenta i tego samego dnia zaprzysiężony.